# Cashback (film)
Cashback è il titolo di due film diretti da Sean Ellis: un corto del 2004 ed un lungometraggio del 2006, entrambi prodotti da Lene Bausager.

## Produzione e distribuzione
Fra gli attori vi sono Sean Biggerstaff, Michelle Ryan ed Emilia Fox. Il cortometraggio vinse 14 premi internazionali e fu nominato per l'Academy Award for Live Action Short Film del 2006, mentre il lungometraggio uscì in America il 10 settembre 2006, al Toronto International Film Festival.